# الهري (ليبيا)
الهِري بلدة في شعبية الواحات، في منطقة برقة، شمال شرق ليبيا. من عام 2001 إلى عام 2007؛ كانت جزءًا من شعبية إجدابيا. كانت في السابق( 1983-1987) جزءًا من شعبية جالو(البلدية).

## روابط خارجية
- خريطة القمر الصناعي في Maplandia.com
- جينوميات تساقط المطر "الهِري، ليبيا"